# Lekkoatletyka na Letnich Igrzyskach Paraolimpijskich 2012 – 100 metrów T34 mężczyzn
W biegu na 100 metrów kl. T34 mężczyzn podczas Letnich Igrzysk Paraolimpijskich 2012 rywalizowało ze sobą 12 zawodników. W konkursie udział wzięły osoby poruszające się na wózkach, posiadające drobne problemy ze sterowaniem pojazdami.

## Wyniki

### Eliminacje
Bieg 1
| Poz. | Zawodnik        | Narodowość                   | Rezultat | Uwagi |
| ---- | --------------- | ---------------------------- | -------- | ----- |
| 1    | Walid Ktila     | Tunezja                      | 15,95    | Q, PR |
| 2    | Mohamed Hammadi | Zjednoczone Emiraty Arabskie | 16,42    | Q     |
| 3    | Stefan Rusch    | Holandia                     | 16,79    | Q     |
| 4    | Sebastien Mobre | Francja                      | 16,88    | q     |
| 5    | Ahmad Almutairi | Kuwejt                       | 17,67    |       |
| 6    | Jamie Carter    | Wielka Brytania              | 17,75    |       |

Bieg 2
| Poz. | Zawodnik        | Narodowość        | Rezultat | Uwagi |
| ---- | --------------- | ----------------- | -------- | ----- |
| 1    | Bojan Mitic     | Szwajcaria        | 16,56    | Q     |
| 2    | Rheed McCracken | Australia         | 16,84    | Q     |
| 3    | Henk Schuiling  | Holandia          | 17,18    | Q     |
| 4    | Nathan Dewitt   | Kanada            | 17,35    | q     |
| 5    | Atsuro Kobata   | Japonia           | 17,65    |       |
| 6    | Austin Pruitt   | Stany Zjednoczone | 17,86    |       |

### Finał
| Poz. | Zawodnik        | Narodowość                   | Rezultat | Uwagi |
| ---- | --------------- | ---------------------------- | -------- | ----- |
| 1    | Walid Ktila     | Tunezja                      | 15,91    | PR    |
| 2    | Rheed McCracken | Australia                    | 16,30    |       |
| 3    | Mohamed Hammani | Zjednoczone Emiraty Arabskie | 16,41    |       |
| 4    | Bojan Mitic     | Szwajcaria                   | 16,69    |       |
| 5    | Sebastien Mobre | Francja                      | 16,73    |       |
| 6    | Stefan Rusch    | Holandia                     | 16,74    |       |
| 7    | Henk Schuiling  | Holandia                     | 17,32    |       |
| 8    | Nathan Dewitt   | Kanada                       | 17,36    |       |